# Цёлльнер, Карл Генрих
Карл Генрих Цёлльнер (нем. Carl Heinrich Zöllner; 5 мая 1792, Эльс, Силезия (ныне Олесница, Нижнесилезское воеводство, Польша) — 2 июля 1836, Вандсбек) — немецкий пианист, органист и композитор.

## Биография
Отец Цёлльнера был органистом в замковой церкви в Эльсе и в раннем возрасте давал сыну уроки игры на органе. После дальнейшего обучения у Фридриха Вильгельма Бернера в Бреслау и работы учителем музыки в Оппельне Карл Генрих Цёлльнер решил продолжить карьеру странствующего пианиста, органиста и композитора, побывал во многих европейских городах (включая Варшаву, Лондон, Лейпциг, Гамбург и Копенгаген). Пользовался известностью как хороший органист. В частности, его игра на органе была тепло встречена критиками и отмечена публикой. 
В 1832 году Цёлльнер поселился в Гамбурге, где 22 сентября 1835 года дал своё последнее публичное выступление.
Сегодня известны лишь некоторые из музыкальных работ Цёлльнера. 27 марта 1826 года в Театре ан дер Вин состоялась премьера оперы Цёлльнера в пяти действиях «Kunz von Kaufungen». Сохранились несколько довольно значительных произведений для органа. Из церковных сочинений известно «Pater noster», отличающееся выдержанным стилем.
Как указывают, вёл неумеренный образ жизни и пьянствовал.